# 葫芦头
葫芦头，也叫葫芦头泡馍，是陕西西安汉族的一种小吃，手工将烙饼撕成小块后盛于碗中，配以切片的猪大肠、粉丝、泡发木耳、豆腐干等，用大锅沸腾的高汤反复浇泡，最后碗中配以香菜、蒜苗、油泼辣子、猪油等，再盛高汤制成。葫芦头所用饼掺有少许酵面发制，因此掰出饼块要相对较大，以便于热汤浇泡即可成熟。葫芦头的高汤通常由猪骨、猪肚、鸡肉、香料等熬制而成的白汤。
葫芦头的得名与药王孙思邈有关，据传他将其药葫芦及其中的药材赠与并指导、改进了店家“煎白肠”的制作工艺，消除了成品异味，店家为示感激将其葫芦悬于门首而得名。也有说其主要原料猪大肠油脂较厚，形状象葫芦，因此叫葫芦头。